# Еймсбері
Еймсбері — місто у графстві Вілтшир, Англія. Місто набуло найбільшої відомості завдяки розташованій неподалік доісторичній пам'ятці — Стоунхенджу. Населення міста становить 8 907 чоловік 
24/25 червня 1291 року тут померла Елеонора Прованська, королева Англії, яку було поховано у місцевому абатстві.

## Географія
Еймсбері розташовано у південній частині графства Вілтшир, за 13 кілометрів на північ від Солсбері на березі річки Ейвон. Історично вважається найважливішою переправою на шляху з Лондона до Вормінстера й Ексетера.
Найближча залізнична станція знаходиться у сусідньому місті Грейтлі.

## Історія

### Рання та середньовічна історія
Про стародавню історію місцевості навколо Еймсбері свідчить визначна пам'ятка давнини — Стоунхендж. Окрім того в околицях міста знайдено й інші пам'ятки кам'яної доби: численні скульптури, неолітичне селище тощо.

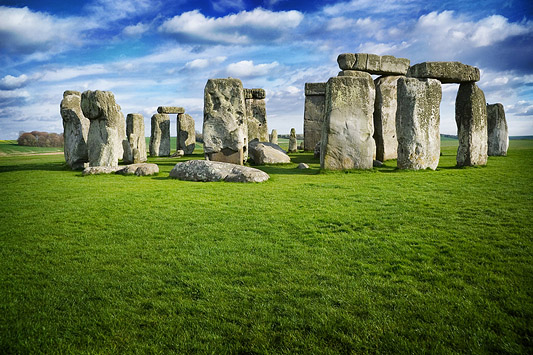
Стоунхендж

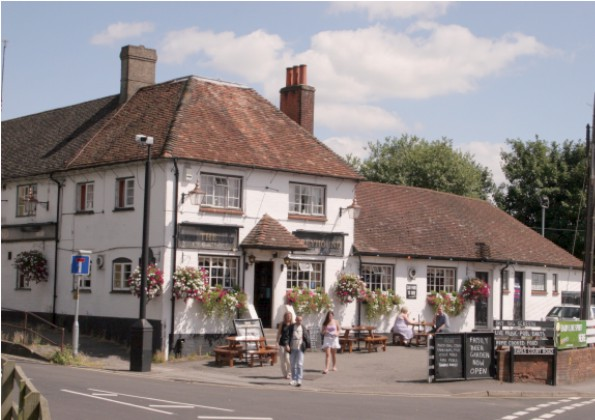

У період Залізної доби тут було городище, нині відоме як табір Веспасіана. Форт міг вміщувати до 1000 чоловік та, ймовірно, був оточений поселеннями й невеликими хуторами.
Документальних згадок про Римську епоху у цій місцевості майже немає, але розкопки виявили рештки романської архітектури, а також велике римське кладовище. Імовірно, що тут було римське поселення на березі річки Ейвон.
Є думка, що назва міста походить від імені Амвросія Аврелія, лідера британо-романського опору саксонському вторгненню у V столітті. Якщо це так, то він, імовірно, використовував городище як фортецю.
У 979 році тут було засновано бенедиктинське абатство святих Марії та Мелора. У 1177 король Генріх II розпустив монастир  й сумістив його з орденом Фонтевро. 11 вересня 1291 року в абатстві було поховано Елеонору Прованську. Зрештою Еймсбері з усіма прилеглими землями перейшов у власність Едуарда Сеймура.

### Нові часи
Родина Сеймур володіла Еймсбері до 1675 року. Після цього право власності перейшло до роду Брюсів, а потім до лорда Карлтона, який заповів його своєму племіннику Чарльз Дуглас, 3-й герцог Квінсбері. У 1824 році землі Еймсбері придбала родина Антробас, вони перебували у власності родини до 1979 року.

### Новітня історія
Нині місто й передмістя активно розвиваються, що сприяє зростанню території та вдосконаленню транспортної мережі.

## Економіка
У місті має своє представництво британська компанія Avient Aviation.

## Освіта
У місті є 4 основних школи:
- Школа Стоунхенж — спеціалізована математико-комп'ютерна школа
- Церковна англіканська початкова школа [14]
- Християнська королівська початкова школа [15]
- Початкова школа Еймсбері Арчер [16]